# Paphos FC
Paphos FC (Grieks: Πάφος FC) is een Cypriotisch voetbalclub uit Paphos.
De club ontstond in 2000 als AEP Paphos FC door een fusie tussen APOP en Evagoras. De club speelt in het Pafiako Stadion waar plaats is voor 7.650 toeschouwers. In het seizoen 2007/08 werd de club kampioen in de Cypriotisch tweede divisie waardoor de ploeg in 2008 uit zal komen op het hoogste niveau. Op 10 juni 2014 fuseerde de club met AEK Kouklia (opgericht in 1968) tot Paphos FC en kwam in de B' Kategoria uit. In 2017 slaagde de fusieclub er in om de A Divizion te bereiken. De club is eigendom van de twee Russen Sergey Lomakin en Roman Dubov. Lomakin is ook de eigenaar van de Russische tweedeklasser Rodina Moskou.

## Erelijst
- B' Kategoria

2008 (AEP Paphos)
- C Kategoria

2012 (Kouklia)

## Europees
In het seizoen 2024/25 speelt Paphos FC voor de eerste keer in een Europese competitie.
Uitslagen vanuit gezichtspunt Paphos FC
| Seizoen                                                       | Competitie        | Ronde            | Land                 | Club                  | Totaalscore | 1e W     | 2e W       | PUC    |
| ------------------------------------------------------------- | ----------------- | ---------------- | -------------------- | --------------------- | ----------- | -------- | ---------- | ------ |
| 2024/25                                                       | Europa League     | 1Q               | Vlag van Zweden      | IF Elfsborg           | 2-8         | 0-3 (U)  | 2-5 (T)    | 17.125 |
| 2024/25                                                       | Conference League | 2Q               | Vlag van Litouwen    | FK Žalgiris           | 4-2         | 1-2 (U)  | 3-0 nv (T) | 17.125 |
|                                                               |                   | 3Q               | Vlag van Bulgarije   | FK CSKA 1948 Sofia    | 5-2         | 1-2 (U)  | 4-0 nv (T) | 17.125 |
|                                                               |                   | PO               | Vlag van Roemenië    | CFR Cluj              | 3-1         | 0-1 (U)  | 3-0 (T)    | 17.125 |
|                                                               |                   | Competitie (12e) | Vlag van Moldavië    | FC Petrocub Hîncești  | 4-1         | 4-1 (U)  | 4-1 (U)    | 17.125 |
|                                                               |                   | Competitie (12e) | Vlag van Duitsland   | 1. FC Heidenheim 1846 | 0-1         | 0-1 (T)  | 0-1 (T)    | 17.125 |
|                                                               |                   | Competitie (12e) | Vlag van Kazachstan  | Astana FK             | 1-0         | 1-0 (T)  | 1-0 (T)    | 17.125 |
|                                                               |                   | Competitie (12e) | Vlag van Italië      | ACF Fiorentina        | 2-3         | 2-3 (U)  | 2-3 (U)    | 17.125 |
|                                                               |                   | Competitie (12e) | Vlag van Slovenië    | NK Celje              | 2-0         | 2-0 (T)  | 2-0 (T)    | 17.125 |
|                                                               |                   | Competitie (12e) | Vlag van Zwitserland | FC Lugano             | 2-2         | 2-2 (U)  | 2-2 (U)    | 17.125 |
|                                                               |                   | PO 1/8           | Vlag van Cyprus      | Omonia Nicosia        | 3-2         | 1-1 (U)  | 2-1 (T)    | 17.125 |
|                                                               |                   | 1/8              | Vlag van Zweden      | Djurgårdens IF        | 1-3         | 1-0 (T)  | 0-3 (U)    | 17.125 |
| 2025/26                                                       | Champions League  | 2Q               | Vlag van Israël      | Maccabi Tel Aviv FC   | 2-1         | 1-1 (T)  | 1-0 (U)    | 4.5    |
|                                                               |                   | 3Q               | Vlag van Oekraïne    | FC Dynamo Kiev        | 3-0         | 1-0 (U)* | 2-0 (T)    | 4.5    |
|                                                               |                   | PO               | Vlag van Servië      | Rode Ster Belgrado    | -           | 2-1 (U)  | (T)        | 4.5    |
| Totaal aantal behaalde punten voor UEFA coëfficiënten: 21.625 |                   |                  |                      |                       |             |          |            |        |

- 2025/26: I.v.m. de Russische inval in Oekraïne werd de uitwedstrijd tegen Dynamo Kiev in het Poolse Lublin gespeeld.

Zie ook
- Deelnemers UEFA-toernooien Cyprus
- Ranglijst van alle clubs die in de diverse Europa Cups zijn uitgekomen

## Bekende (oud-)spelers
- Ransford Addo
- Hugo Alves Velame
- Andrezinho
- Jonathan Aspas Juncal
- Fadel Brahami
- Axel Bossekota
- Christian Brüls
- Fangio Buyse
- Jerson Cabral
- Jatto Ceesay
- Ronny van Es
- Navarone Foor
- Jay Gorter
- Jochem van der Hoeven
- Martin Kolář
- Josef Kvída
- Artur Kotenko
- Derrick Luckassen
- David Luiz
- Nassir Maachi
- Edgar Marcelino
- Eduardo Marques
- Eric Matoukou
- Mislav Oršić
- Ats Purje
- Iwan Redan
- Manuel Reina Rodríguez
- Thiago Santos
- Joost Terol
- Jorge Teixeira
- Onni Valakari